# Albert Bonnier

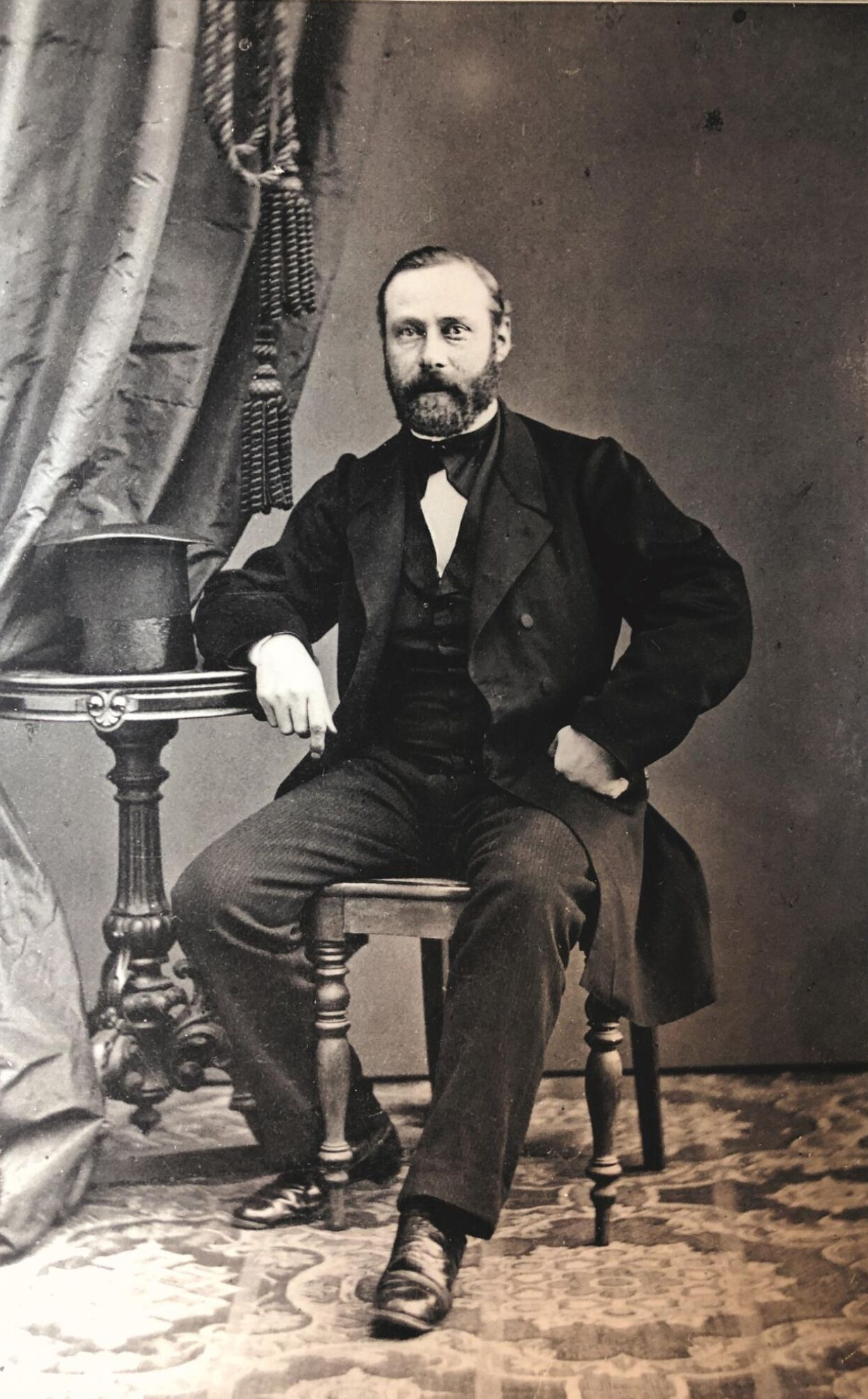
Studioaufnahme von Albert Bonnier, 1854

Albert Bonnier (* 21. Oktober 1820 in Kopenhagen; † 26. Juli 1900 in Stockholm) war ein schwedischer Buchverleger und Unternehmer.

## Leben
Bonnier war der Sohn von Gerhard Bonnier und dessen Frau Ester (geborene Elkan). Gerhard Bonnier wurde in Dresden 1778 als Gutkind Hirschel geboren und wanderte später nach Kopenhagen aus. Dort änderte er seinen Namen in Bonnier und gründete einen Verlag.
Bonniers älterer Bruder Adolf war ab 1827 in Göteborg als Buchhändler tätig und zog zwei Jahre später nach Stockholm. Bonnier folgte ihm und arbeitete von 1839 bis 1865 mit seinem Bruder zusammen. Zudem begründete er 1837 ein Förlagsbyrå, das ab 1858 als Albert Bonniers Förlag AB firmierte. Der Verlag ist heute Teil des aus ihm hervorgegangenen Medienkonzerns Bonnier AB. Zu Ausbildungszwecken reiste er von 1840 an für zwei Jahre nach Leipzig, Wien sowie Pest.
Bonnier war seit 1854 mit Betty Rubenson verheiratet. Ihre Tochter Eva Bonnier war Malerin. Ihr Sohn Karl Otto wurde ebenfalls Verleger und führte ab 1914 das väterliche Unternehmen.